# Alberto Fernández Calderón
Alberto Fernández Calderón (1926) è stato un cestista peruviano.

## Carriera
Con il Perù ha disputato i Olimpiadi del 1948 e i Campionati del mondo del 1950